# Coupe de France de rugby à XV 1950-1951
Navigation
Coupe de France 1949-1950 Coupe de France 1983-1984
L'édition 1950-1951 de la Coupe de France est la 15e édition de la coupe de France.
À la suite des incidents lors de la finale (derby Lourdes-Tarbes), Alfred Eluère, se rendant compte que cette compétition n'est qu'un dangereux sous-produit du championnat, décide de la supprimer ; la décision est adoptée lors du 26e congrès de la FFR, tenu le 30 juin 1951 à Brive-la-Gaillarde. Le président de la FFR (la France venant tout juste de réintégrer le Tournoi des Cinq Nations quatre ans auparavant) prétexte un calendrier annuel trop chargé pour les clubs (le championnat est d'ailleurs désormais joué par matches simples la même année). Il donne ainsi un gage de bonne volonté aux Britanniques. Moins médiatique, le challenge Yves du Manoir prit alors le relais de la Coupe de France, dès la saison suivante, après 13 ans d'absence.

## Phase finale

### Tableau final
|  | Huitièmes de finale       | Huitièmes de finale    | Huitièmes de finale     | Huitièmes de finale    |                    |                    | Quarts de finale    | Quarts de finale    | Quarts de finale    | Quarts de finale    |  |  | Demi-finales         | Demi-finales         | Demi-finales         | Demi-finales         |  |  | Finale                | Finale                | Finale                | Finale                |
|  |                           |                        |                         |                        |                    |                    |                     |                     |                     |                     |  |  |                      |                      |                      |                      |  |  |                       |                       |                       |                       |
|  | 8 avril 1951, Toulouse    | 8 avril 1951, Toulouse | 8 avril 1951, Toulouse  | 8 avril 1951, Toulouse |                    |                    | 15 avril 1951, Agen | 15 avril 1951, Agen | 15 avril 1951, Agen | 15 avril 1951, Agen |  |  | 27 mai 1951, Bayonne | 27 mai 1951, Bayonne | 27 mai 1951, Bayonne | 27 mai 1951, Bayonne |  |  | 2 juin 1951, Bordeaux | 2 juin 1951, Bordeaux | 2 juin 1951, Bordeaux | 2 juin 1951, Bordeaux |
|  | FC Lourdes                | FC Lourdes             | 8                       | 8                      |                    |                    | 15 avril 1951, Agen | 15 avril 1951, Agen | 15 avril 1951, Agen | 15 avril 1951, Agen |  |  | 27 mai 1951, Bayonne | 27 mai 1951, Bayonne | 27 mai 1951, Bayonne | 27 mai 1951, Bayonne |  |  | 2 juin 1951, Bordeaux | 2 juin 1951, Bordeaux | 2 juin 1951, Bordeaux | 2 juin 1951, Bordeaux |
|  | FC Lourdes                | FC Lourdes             | 8                       | 8                      |                    |                    | 15 avril 1951, Agen | 15 avril 1951, Agen | 15 avril 1951, Agen | 15 avril 1951, Agen |  |  | 27 mai 1951, Bayonne | 27 mai 1951, Bayonne | 27 mai 1951, Bayonne | 27 mai 1951, Bayonne |  |  | 2 juin 1951, Bordeaux | 2 juin 1951, Bordeaux | 2 juin 1951, Bordeaux | 2 juin 1951, Bordeaux |
|  | AS Montferrand            | AS Montferrand         | 0                       | 0                      |                    |                    | 15 avril 1951, Agen | 15 avril 1951, Agen | 15 avril 1951, Agen | 15 avril 1951, Agen |  |  | 27 mai 1951, Bayonne | 27 mai 1951, Bayonne | 27 mai 1951, Bayonne | 27 mai 1951, Bayonne |  |  | 2 juin 1951, Bordeaux | 2 juin 1951, Bordeaux | 2 juin 1951, Bordeaux | 2 juin 1951, Bordeaux |
|  | AS Montferrand            | AS Montferrand         | 0                       | 0                      | FC Lourdes         | FC Lourdes         | 16                  | 16                  |                     |                     |  |  | 27 mai 1951, Bayonne | 27 mai 1951, Bayonne | 27 mai 1951, Bayonne | 27 mai 1951, Bayonne |  |  | 2 juin 1951, Bordeaux | 2 juin 1951, Bordeaux | 2 juin 1951, Bordeaux | 2 juin 1951, Bordeaux |
|  | 8 avril 1951              |                        |                         |                        | FC Lourdes         | FC Lourdes         | 16                  | 16                  |                     |                     |  |  | 27 mai 1951, Bayonne | 27 mai 1951, Bayonne | 27 mai 1951, Bayonne | 27 mai 1951, Bayonne |  |  | 2 juin 1951, Bordeaux | 2 juin 1951, Bordeaux | 2 juin 1951, Bordeaux | 2 juin 1951, Bordeaux |
|  |                           |                        | CA Brive                | CA Brive               | 3                  | 3                  |                     |                     |                     |                     |  |  | 27 mai 1951, Bayonne | 27 mai 1951, Bayonne | 27 mai 1951, Bayonne | 27 mai 1951, Bayonne |  |  | 2 juin 1951, Bordeaux | 2 juin 1951, Bordeaux | 2 juin 1951, Bordeaux | 2 juin 1951, Bordeaux |
|  | CA Brive                  | CA Brive               | CA Brive                | CA Brive               | 3                  | 3                  | 3                   | 3                   |                     |                     |  |  | 27 mai 1951, Bayonne | 27 mai 1951, Bayonne | 27 mai 1951, Bayonne | 27 mai 1951, Bayonne |  |  | 2 juin 1951, Bordeaux | 2 juin 1951, Bordeaux | 2 juin 1951, Bordeaux | 2 juin 1951, Bordeaux |
|  | CA Brive                  | CA Brive               | 15 avril 1951, Tarbes   |                        |                    |                    | 3                   | 3                   |                     |                     |  |  | 27 mai 1951, Bayonne | 27 mai 1951, Bayonne | 27 mai 1951, Bayonne | 27 mai 1951, Bayonne |  |  | 2 juin 1951, Bordeaux | 2 juin 1951, Bordeaux | 2 juin 1951, Bordeaux | 2 juin 1951, Bordeaux |
|  | Stade nantais UC          | Stade nantais UC       | 0                       | 0                      |                    |                    |                     |                     |                     |                     |  |  | 27 mai 1951, Bayonne | 27 mai 1951, Bayonne | 27 mai 1951, Bayonne | 27 mai 1951, Bayonne |  |  | 2 juin 1951, Bordeaux | 2 juin 1951, Bordeaux | 2 juin 1951, Bordeaux | 2 juin 1951, Bordeaux |
|  | Stade nantais UC          | Stade nantais UC       | 0                       | 0                      | FC Lourdes         | FC Lourdes         | 3                   | 3                   |                     |                     |  |  |                      |                      |                      |                      |  |  | 2 juin 1951, Bordeaux | 2 juin 1951, Bordeaux | 2 juin 1951, Bordeaux | 2 juin 1951, Bordeaux |
|  | 25 février 1951, Bayonne  |                        |                         |                        | FC Lourdes         | FC Lourdes         | 3                   | 3                   |                     |                     |  |  |                      |                      |                      |                      |  |  | 2 juin 1951, Bordeaux | 2 juin 1951, Bordeaux | 2 juin 1951, Bordeaux | 2 juin 1951, Bordeaux |
|  |                           |                        | SU Agen                 | SU Agen                | 0                  | 0                  |                     |                     |                     |                     |  |  |                      |                      |                      |                      |  |  | 2 juin 1951, Bordeaux | 2 juin 1951, Bordeaux | 2 juin 1951, Bordeaux | 2 juin 1951, Bordeaux |
|  | SU Agen                   | SU Agen                | SU Agen                 | SU Agen                | 0                  | 0                  | 6                   | 6                   |                     |                     |  |  |                      |                      |                      |                      |  |  | 2 juin 1951, Bordeaux | 2 juin 1951, Bordeaux | 2 juin 1951, Bordeaux | 2 juin 1951, Bordeaux |
|  | SU Agen                   | SU Agen                | 27 mai 1951, Lourdes    |                        |                    |                    | 6                   | 6                   |                     |                     |  |  |                      |                      |                      |                      |  |  | 2 juin 1951, Bordeaux | 2 juin 1951, Bordeaux | 2 juin 1951, Bordeaux | 2 juin 1951, Bordeaux |
|  | CA Bègles                 | CA Bègles              | 3                       | 3                      |                    |                    |                     |                     |                     |                     |  |  |                      |                      |                      |                      |  |  | 2 juin 1951, Bordeaux | 2 juin 1951, Bordeaux | 2 juin 1951, Bordeaux | 2 juin 1951, Bordeaux |
|  | CA Bègles                 | CA Bègles              | 3                       | 3                      | SU Agen            | SU Agen            | 9                   | 9                   |                     |                     |  |  |                      |                      |                      |                      |  |  | 2 juin 1951, Bordeaux | 2 juin 1951, Bordeaux | 2 juin 1951, Bordeaux | 2 juin 1951, Bordeaux |
|  | 8 avril 1951, Limoges     |                        |                         |                        | SU Agen            | SU Agen            | 9                   | 9                   |                     |                     |  |  |                      |                      |                      |                      |  |  | 2 juin 1951, Bordeaux | 2 juin 1951, Bordeaux | 2 juin 1951, Bordeaux | 2 juin 1951, Bordeaux |
|  |                           |                        | Stade toulousain        | Stade toulousain       | 3                  | 3                  |                     |                     |                     |                     |  |  |                      |                      |                      |                      |  |  | 2 juin 1951, Bordeaux | 2 juin 1951, Bordeaux | 2 juin 1951, Bordeaux | 2 juin 1951, Bordeaux |
|  | Stade toulousain          | Stade toulousain       | Stade toulousain        | Stade toulousain       | 3                  | 3                  | 14                  | 14                  |                     |                     |  |  |                      |                      |                      |                      |  |  | 2 juin 1951, Bordeaux | 2 juin 1951, Bordeaux | 2 juin 1951, Bordeaux | 2 juin 1951, Bordeaux |
|  | Stade toulousain          | Stade toulousain       | 15 avril 1951, Toulouse |                        |                    |                    | 14                  | 14                  |                     |                     |  |  |                      |                      |                      |                      |  |  | 2 juin 1951, Bordeaux | 2 juin 1951, Bordeaux | 2 juin 1951, Bordeaux | 2 juin 1951, Bordeaux |
|  | US Bergerac               | US Bergerac            | 3                       | 3                      |                    |                    |                     |                     |                     |                     |  |  |                      |                      |                      |                      |  |  | 2 juin 1951, Bordeaux | 2 juin 1951, Bordeaux | 2 juin 1951, Bordeaux | 2 juin 1951, Bordeaux |
|  | US Bergerac               | US Bergerac            | 3                       | 3                      | FC Lourdes         | FC Lourdes         | 6                   | 6                   |                     |                     |  |  |                      |                      |                      |                      |  |  |                       |                       |                       |                       |
|  | 8 avril 1951              |                        |                         |                        | FC Lourdes         | FC Lourdes         | 6                   | 6                   |                     |                     |  |  |                      |                      |                      |                      |  |  |                       |                       |                       |                       |
|  |                           |                        | Stadoceste tarbais      | Stadoceste tarbais     | 3                  | 3                  |                     |                     |                     |                     |  |  |                      |                      |                      |                      |  |  |                       |                       |                       |                       |
|  | Stadoceste tarbais        | Stadoceste tarbais     | Stadoceste tarbais      | Stadoceste tarbais     | 3                  | 3                  | 11                  | 11                  |                     |                     |  |  |                      |                      |                      |                      |  |  |                       |                       |                       |                       |
|  | Stadoceste tarbais        | Stadoceste tarbais     |                         |                        |                    |                    |                     | 11                  |                     |                     |  |  |                      |                      |                      |                      |  |  |                       |                       |                       |                       |
|  | US Romans Péage           | US Romans Péage        | 6                       | 6                      |                    |                    |                     |                     |                     |                     |  |  |                      |                      |                      |                      |  |  |                       |                       |                       |                       |
|  | US Romans Péage           | US Romans Péage        | 6                       | 6                      | Stadoceste tarbais | Stadoceste tarbais | 9                   | 9                   |                     |                     |  |  |                      |                      |                      |                      |  |  |                       |                       |                       |                       |
|  | 25 février 1951, Grenoble |                        |                         |                        | Stadoceste tarbais | Stadoceste tarbais | 9                   | 9                   |                     |                     |  |  |                      |                      |                      |                      |  |  |                       |                       |                       |                       |
|  |                           |                        | AS Béziers              | AS Béziers             | 6                  | 6                  |                     |                     |                     |                     |  |  |                      |                      |                      |                      |  |  |                       |                       |                       |                       |
|  | AS Béziers                | AS Béziers             | AS Béziers              | AS Béziers             | 6                  | 6                  | 9                   | 9                   |                     |                     |  |  |                      |                      |                      |                      |  |  |                       |                       |                       |                       |
|  | AS Béziers                | AS Béziers             | 15 avril 1951, Béziers  |                        |                    |                    | 9                   | 9                   |                     |                     |  |  |                      |                      |                      |                      |  |  |                       |                       |                       |                       |
|  | CASG Paris                | CASG Paris             | 3                       | 3                      |                    |                    |                     |                     |                     |                     |  |  |                      |                      |                      |                      |  |  |                       |                       |                       |                       |
|  | CASG Paris                | CASG Paris             | 3                       | 3                      | Stadoceste tarbais | Stadoceste tarbais | 8                   | 8                   |                     |                     |  |  |                      |                      |                      |                      |  |  |                       |                       |                       |                       |
|  | 8 avril 1951              |                        |                         |                        | Stadoceste tarbais | Stadoceste tarbais | 8                   | 8                   |                     |                     |  |  |                      |                      |                      |                      |  |  |                       |                       |                       |                       |
|  |                           |                        | Section paloise         | Section paloise        | 3                  | 3                  |                     |                     |                     |                     |  |  |                      |                      |                      |                      |  |  |                       |                       |                       |                       |
|  | Section paloise           | Section paloise        | Section paloise         | Section paloise        | 3                  | 3                  | 11                  | 11                  |                     |                     |  |  |                      |                      |                      |                      |  |  |                       |                       |                       |                       |
|  | Section paloise           | Section paloise        |                         |                        |                    |                    |                     | 11                  |                     |                     |  |  |                      |                      |                      |                      |  |  |                       |                       |                       |                       |
|  | US Montélimar             | US Montélimar          | 6                       | 6                      |                    |                    |                     |                     |                     |                     |  |  |                      |                      |                      |                      |  |  |                       |                       |                       |                       |
|  | US Montélimar             | US Montélimar          | 6                       | 6                      | Section paloise    | Section paloise    | 11                  | 11                  |                     |                     |  |  |                      |                      |                      |                      |  |  |                       |                       |                       |                       |
|  | 8 avril 1951, Dijon       |                        |                         |                        | Section paloise    | Section paloise    | 11                  | 11                  |                     |                     |  |  |                      |                      |                      |                      |  |  |                       |                       |                       |                       |
|  |                           |                        | FC Grenoble             | FC Grenoble            | 8                  | 8                  |                     |                     |                     |                     |  |  |                      |                      |                      |                      |  |  |                       |                       |                       |                       |
|  | FC Grenoble               | FC Grenoble            | FC Grenoble             | FC Grenoble            | 8                  | 8                  | 8                   | 8                   |                     |                     |  |  |                      |                      |                      |                      |  |  |                       |                       |                       |                       |
|  | FC Grenoble               | FC Grenoble            |                         |                        |                    |                    |                     | 8                   |                     |                     |  |  |                      |                      |                      |                      |  |  |                       |                       |                       |                       |
|  | Racing CF                 | Racing CF              | 3                       | 3                      |                    |                    |                     |                     |                     |                     |  |  |                      |                      |                      |                      |  |  |                       |                       |                       |                       |
|  | Racing CF                 | Racing CF              | 3                       | 3                      |                    |                    |                     |                     |                     |                     |  |  |                      |                      |                      |                      |  |  |                       |                       |                       |                       |
|  |                           |                        |                         |                        |                    |                    |                     |                     |                     |                     |  |  |                      |                      |                      |                      |  |  |                       |                       |                       |                       |

## Finale
| 2 juin 1951 | FC Lourdes                                             | 6 - 3, | Stadoceste tarbais            | Parc Lescure, Bordeaux Arbitre : Charles Durand |
| 2 juin 1951 | Essai(s) : 1 Bourdeu (16e) Pénalité(s) : 1 Domec (22e) |        | Pénalité(s) : 1 Chaubet (46e) | Parc Lescure, Bordeaux Arbitre : Charles Durand |
| 2 juin 1951 |                                                        |        |                               | Parc Lescure, Bordeaux Arbitre : Charles Durand |

| FC Lourdes Titulaires Jean Prat 15 André Bernadet 14 Maurice Prat 13 Roger Martine 12 Jean Estrade 11 Antoine Labazuy 10 François Labazuy 9 Henri Domec 8 Thomas Manterola 7 Jean-Roger Bourdeu 6 Louis Guinle 5 Édouard Salsé 4 Daniel Saint-Pastous 3 Raoul Saurat 2 Eugène Buzy 1 Entraîneur Henri Laffont |  |  |  | Stadoceste tarbais Titulaires 15 René Chaubet 14 Maurice Cazaux 13 Albert Lavantes 12 Louis Suberdie 11 Albert Bagnères 10 Adrien Abadie 9 Lucien Duffourc 8 Armand Save 7 Serge Tonus 6 Gilbert Paratge 5 René Brejassou 4 Joseph Dutrey 3 Albert Fourcade 2 Robert Bel 1 Marc Laffitte Entraîneur ? |